# Stora Mossutsjön
Stora Mossutsjön är en sjö i Borlänge kommun i Dalarna och ingår i Dalälvens huvudavrinningsområde.